# Trichoniscus emivirgo
Trichoniscus emivirgo is een pissebed uit de familie Trichoniscidae. De wetenschappelijke naam van de soort is voor het eerst geldig gepubliceerd in 1931 door Blake.